# Cryptothylax
Cryptothylax – rodzaj płazów bezogonowych z podrodziny Hyperoliinae w obrębie rodziny sitówkowatych (Hyperoliidae).

## Zasięg występowania
Rodzaj obejmuje gatunki występujące w leśnych bagnach i drogi wodne w dorzeczu Konga, na północ do prowincji Górne Uele (Demokratyczna Republika Konga) i na zachód do Kamerunu. 

## Systematyka
Rodzaj zdefiniowała w 1950 roku para herpetologów (Raymond Ferdinand Laurent i J. Laurent-Combaz) w artykule poświęconym systematyce niektórych rodzajów płazów bezogonowych z podrodziny Hyperoliinae, opublikowanym w czasopiśmie Revue de Zoologie et de Botanique Africaines. Gatunkiem typowym jest (oryginalne oznaczenie) C. greshoffii.

### Etymologia
Cryptothylax: gr. κρυπτος kruptos ‘ukryty’; θυλαξ thulax, θυλακος thulakos ‘wór, sakwa’.

### Podział systematyczny
Do rodzaju należą następujące gatunki:
- Cryptothylax greshoffii (Schilthuis, 1889)
- Cryptothylax minutus Laurent, 1976